# کانییس
کانییس (به اسپانیایی: Canyelles) یک شهرستان در اسپانیا است که در Garraf واقع شده‌است.

## خصوصیات
کانییس ۱۴٫۲۳ کیلومترمربع مساحت و ۴٬۱۹۶ نفر جمعیت دارد و ۱۴۲ متر بالاتر از سطح دریا واقع شده‌است.